# ویلیام رامایو
ویلیام رامایو (اسپانیایی: William Ramallo‎؛ زادهٔ ۴ ژوئیهٔ ۱۹۶۳) بازیکن سابق و مربی فوتبال اهل بولیوی است.
وی همچنین در تیم ملی فوتبال بولیوی بازی کرده‌است.